# Zaljev (2009.)
Zaljev je američki dokumentarni film iz 2009. godine, koji opisuje sezonski lov i ubijanje dupina u Nacionalnom parku u Taijiu, u Japanu. Dobitnik je Oscara za najbolji dokumentarni film i brojnih drugih filmskih nagrada. Film je režirao bivši fotograf National Geographica Louie Psihoyos. Većina filma snimljena je tijekom 2007. godine U snimanjima je korištena visoko razvijena oprema, koja se koristi i u američkim filmskim studijima te u podvodnim snimanjima.
Film prati djelovanje američkog ekologa Rica O'Barryja s ciljem zabrane lova na dupine. On je jedan od prvih dresera dupina u svijetu, koji je ostavio taj posao, kada je shvatio, da su dupini nesretni u zatočeništvu i od tada se bori za zaštitu dupina. 
U japanskom gradiću Taijiu događa se svake godine jedan od najvećih lova na dupine u svijetu od rujna do početka ljeta. To je lokalna tradicija, koja nije poznata izvan šireg područja grada. Lokalne vlasti pod zaštitom državnih vlasti dozvoljavaju lov i ubijanje dupina. To se događa daleko od očiju javnosti u zaljevu, koji je prirodno teško dostupan. Strogo je zabranjeno svako snimanje događaja. Stoga je Ric O'Barry oformio ekipu od desetak profesionalnih snimatelja, ronioca i ekologa. Nakon dugotrajnih priprema, tajno su snimili lov i ubijanje dupina po prvi put. Mali broj ulovljenih dupina prodaje se vodenim parkovima, dupinarijima iz cijelog svijeta, a ostali se ubijaju na brutalan način, što je po prvi put snimljeno. Meso dupina prodaje se u ribarnicama i trgovinama u Japanu, makar ima visoke koncentracije žive, koja je opasna po ljudsko zdravlje, naročito za trudnice i djecu. 
Film je izazvao brojne reakcije širom svijeta, ali još nije doveo do zabrane lova i ubijanja dupina, zbog jakog lobiranja japanske vlade. Nakon prikazivanja filma, obavljena su mjerenja koncentracije žive u organizmnu stanovnika Taijia i utvrđeno je, da su jako iznad normalnih i dozvoljenih vrijednosti. Meso dupina zabranjeno je za konzumiranje u lokalnim školama, a jedan dio osoba koje imaju veze s lovom dupina, dobile su otkaz.
Film naglašava činjenicu, da je broj dupina stradao u lovu u Taijiu nekoliko puta veći od broja ubijenih kitova na Antarktici. U izvješćima stoji, da se svake godine u Japanu ubije oko 23 000 dupina. Dupini su se lovili i u nekim drugim dijelovima svijeta poput Farskih Otoka, Salomonskih Otoka, Havaja, Kiribata, Tajvana, ali je došlo do zabrane u posljednjim desetljećima pa postoji samo krivolov u malim količinama.